# Rönngrunden, Korsnäs
Rönngrunden är en ö i Finland. Den ligger i Norra kvarken och i kommunen Korsnäs i den ekonomiska regionen  Vasa i landskapet Österbotten, i den västra delen av landet. Ön ligger omkring 33 kilometer sydväst om Vasa och omkring 360 kilometer nordväst om Helsingfors.
Öns area är 38,4 hektar och dess största längd är 0,9 kilometer i nord-sydlig riktning. I omgivningarna runt Rönngrunden växer i huvudsak blandskog.